# زنده‌خواری

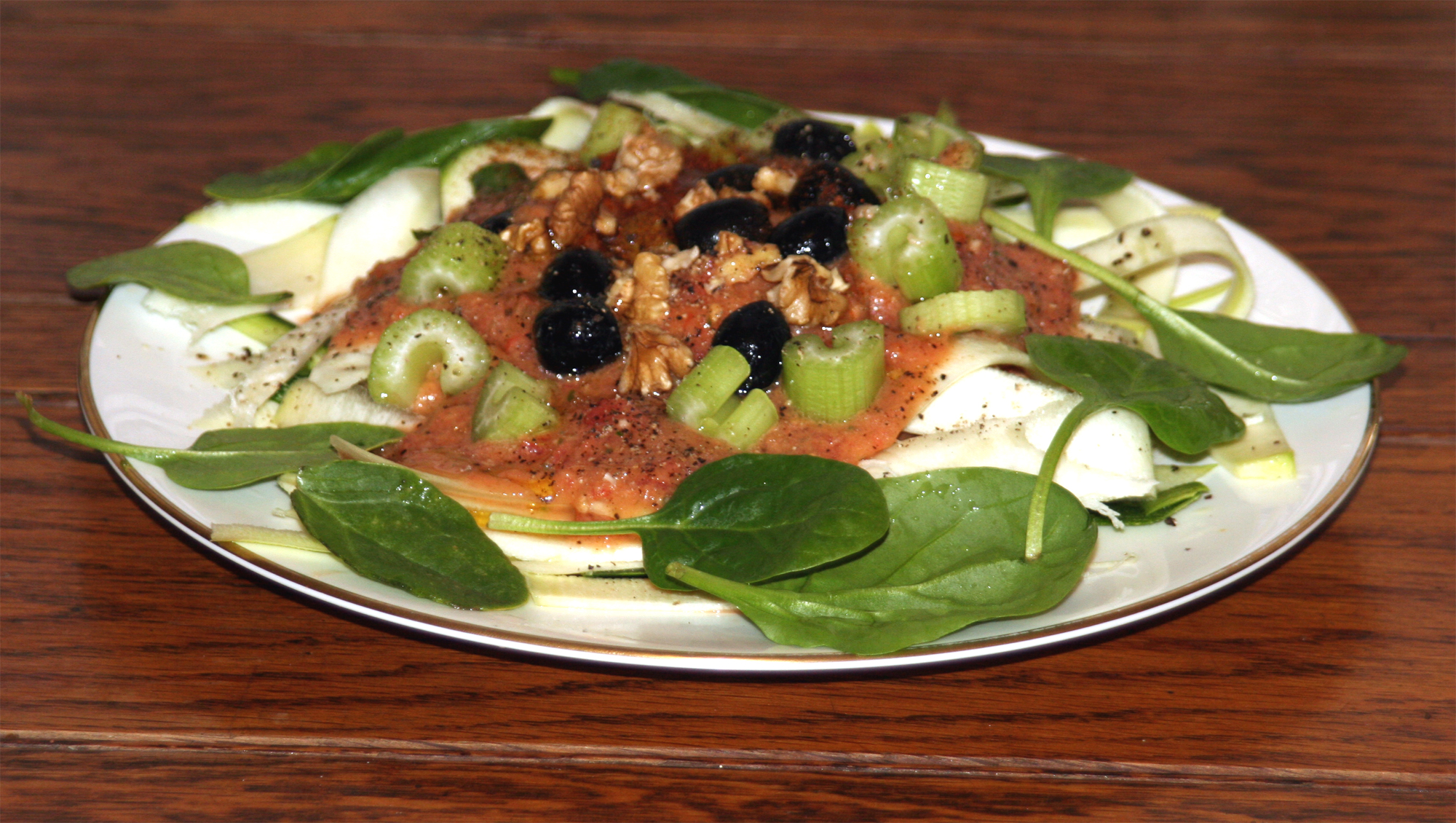
یک بشقاب سالاد با سبزیجات خام و تازه

خام‌خواری پایه‌ای‌ترین اساس خوراک رژیم خوراکی انسان است که در آن تنها یا عمدتاً خوراکی‌های نپخته و فرآوری نشده مصرف می‌شود. این رژیم بسته به سبک زندگی فرد و هدف او از خام‌خواری، ممکن است حاوی مجموعه‌ای از میوه‌ها، سبزیجات، آجیل، دانه‌ها، تخم‌مرغ، ماهی، گوشت و لبنیات باشد. غذاهای صرفاً فرآوری شده مانند انواع مختلف جوانه‌ها، پنیر و خوراکی‌های تخمیری مانند ماست، کفیر، کامبوچا یا کلم‌ترش باشد، اما به‌طور کلی غذاهایی که پاستوریزه یا هموژنیزه شده یا با استفاده از آفت‌کش‌ها، کودها، حلال‌ها و افزودنی‌های غذایی مصنوعی تولید شده‌اند را شامل نمی‌شود.
انجمن تغذیه بریتانیا، خام‌خواری را به عنوان یک رژیم مد روز توصیف کرده است. رژیم‌های غذایی خام، به ویژه خام‌گیاه‌خواری، ممکن است دریافت مواد معدنی و مغذی ضروری مانند ویتامین ب۱۲ را کاهش دهند. طرفداران خام‌خواری ادعاهای شبه‌علمی دارند.: 44 

## دلیل
فلسفه این رژیم غذایی آن است که مواد غذایی طبیعی کامل هستند و فقط می‌توان از نظر فیزیکی آنها را به اشکال گوناگون مانند: انواع سالادها، معجونها، شیرینی‌ها و غیره با هم ترکیب نمود و به هیچ عنوان نباید از نظر شیمیایی تغییری در آنها ایجاد گردد؛ زیرا این تغییرات شیمیایی که بر اساس تاریخ اختراع آتش و پیدایش پخت و پز در مواد خوراکی طبیعی به وسیله انسان به وجود آمده است، توسط سلول‌های هوشمند بدن به عنوان سوخت سلولی پذیرفته نخواهند شد و در اثر استفاده از مواد پخته شده بیماری‌های گوناگون پدیدار می‌گردند.

## گُسَست از گیاه‌خواری
- گیاه‌خواری فلسفه‌ای است که رابطه مستقیمی با اندیشه هندوئیسم و حفاظت از حیوانات دارد؛ در صورتیکه زنده‌خواری اصل و اساس تغذیه انسان است و رابطه مستقیمی با سلامتی، کیفیت زندگی و طول عمر آن دارد.
- مهم‌ترین تشابُه گیاهخواران و زنده خواران در استفاده نکردن از گوشت حیوانات می‌باشد.
- مهم‌ترین تفاوت زنده خواران از گیاهخواران نیز در استفاده نکردن از آتش برای تهیه غذا می‌باشد.
- زنده‌خواران این دو دسته غذاها را بر اساس فلسفه ای که دارند مصرف نمی‌کنند: ۱_ پُختنی‌ها (هر چیزی که پُخته و کُشته شود) ۲_حیوانی‌ها (گوشت، شیر و لبنیات و تخم موجودات تخم‌گذار و هر آنچه به حیوانات مربوط است)[۵]